# Фермин Лопез
Фермин Лопез Марин (шп. Fermín López Marín; Ел Кампиљо, 11. мај 2003) је шпански фудбалер који тренутно наступа за Барселону. Игра на позицији везног играча.

## Успеси
Барселона
- Ла лига: 2024/25.[5]
- Куп Шпаније: 2024/25.[6]
- Суперкуп Шпаније: 2025.[7]

 Шпанија
- Европско првенство:  2024.[8]